# Systematizität (Wissenschaftstheorie)
Systematizität ist ein Schlüsselbegriff der Wissenschaftsphilosophie des Philosophen und Physikers Paul Hoyningen-Huene. Systematizität bezeichnet ein gemeinsames Merkmal aller Wissenschaften, also der Natur-, Sozial-, Geistes- und Formalwissenschaften, das sie vom weitgehend unstrukturierten Alltagswissen abgrenzt. Da der Begriff Systematizität seinen Inhalt erst durch Konkretisierung gewinnt nennt Hoyningen-Huene neun Konkretisierungen. Er wählt sie empirisch mit dem Ziel aus, Alltagswissen und wissenschaftliches Wissen zu unterscheiden und bezeichnet sie als Dimensionen. Diese Dimensionen sind
1. Beschreibung,
2. Erklärung,
3. Vorhersagen,
4. Verteidigung von Wissensansprüchen,
5. kritischer Diskurs,
6. epistemische Vernetzung (also die erklärenden, definierenden, kommentierenden usw. Relationen zwischen verschiedenen aufeinander verweisenden Wissensebenen, Begriffen oder Texten),
7. das Ideal von Vollständigkeit,
8. die Vermehrung von Wissen und
9. die Darstellung von Wissen.

Mit diesen Dimensionen ergeben sich neun Thesen:
- Wissenschaft beschreibt systematischer als Alltagswissen.
- Wissenschaft erklärt systematischer als Alltagswissen.
- Wissenschaft vermehrt Wissen systematischer als Alltagswissen
- Wissenschaft stellt Wissen systematischer dar als Alltagswissen

Nach Hoyningen-Huene muss aber eine wissenschaftliche Disziplin, um als solche zu gelten, nicht zwingend alle neun Dimensionen umfassen.
Als Probleme des Begriffes Systematizität oder der Bestimmung ihrer Dimensionen werden folgende Punkte aufgeführt: Die Dimensionen erfassen heterogene Aspekte, indem sie sich zum ersten auf die Beschaffenheit wissenschaftlichen Wissens (1,2,3,6), zum zweiten auf den Anspruch der Wissenschaft, verlässliches Wissen zu schaffen (4, 5), und zum dritten die Wissenschaftliche Methode (7,8,9) beziehen. Weiterhin seien die Dimensionen nicht trennscharf und beschreiben teilweise Ursache und Folge.S. 231
Nach Hoyningen-Huene verhält es sich bei der Auswahl der Dimensionen wie mit den Eigenschaften von Elementarteilchen: die Auswahl der Eigenschaften erfolge empirisch und habe sich als praktisch erwiesen, die Verhältnisse untereinander seien zunächst ungeklärt, Abhängigkeiten seien akzeptiert.S. 244
Auf die Kritik, dass die Dimensionen Beobachtung und Methodizität fehlen,S. 239 Abschn. b erwidert Hoyningen-Huene, die Einführung einer weiteren Dimension wie Beobachtung sei möglich, aber sie sei in der Dimension Erzeugung neuen Wissens gut untergebracht. Methodizität hingegen sei ein Spezialfall von Systematizität und keine Konkretisierung und unabhängig von Systematizität geeignet, Unterschiede zwischen Alltagswissen und wissenschaftlichem Wissen zu charakterisieren.S. 246
Mit diesem Ansatz grenzt sich Hoyningen-Huene ab von einem traditionellen Wissenschaftsverständnis, das Wissenschaft durch ihre Methodik definiert, aber heute das Auseinanderfallen der Einzelwissenschaften mit ihren je unterschiedlichen Methodiken konstatieren muss. Demgegenüber postuliert er, dass der Kern der heutigen Wissenschaften darin bestehe, vorhandenes Wissen systematisch zu nutzen, um neues Wissen zu generieren.Abschn. 3.8 Wissenschaftliche Arbeit werde heute wesentlich stärker durch systematische Aufarbeitung existierender wissenschaftlicher Arbeiten angestoßen als durch abstrakte methodische Regeln.

## Kritik
Martin Carrier kritisiert den Versuch Hoyningen-Huenes zur Rettung der Idee einer nicht-fundamentalistischen Einheitswissenschaft, der vorher auch schon durch den Wiener Kreis mit sprachanalytischen Mitteln und durch Rudolf Carnap mit dem Konzept des Physikalismus unternommen worden war: Das Modell der Systematizität sei wegen der Überlappung mehrerer der Dimensionen und deren kausaler Abhängigkeit voneinander zu kritisieren. So hänge die Fähigkeit einer Theorie zur Vorhersage offenkundig von ihrer Erklärungsfähigkeit ab. Hochgradig systematisch konzipiert seien auch beispielsweise die mittelalterliche Theologie oder die Astrologie, die jedoch allgemein nicht als Wissenschaften angesehen werden. Carrier postuliert daher, dass die empirische Überprüfung und die kritische Diskussion weiterhin die Hauptmerkmale der Prüfung und Bestätigung von Wissensansprüchen darstellen.
Hoyningen-Huene repliziert darauf, dass die Dimension der Verteidigung von Wissensansprüchen auch in der Systematizitätstheorie unabdingbar sei und dieses Faktum von Carrier unterschätzt werde.
Ein weiterer Kritikpunkt an der Systematizitätstheorie ist, dass sie interdisziplinären Forschungen oder Querschnittsdisziplinen wie den Area Studies den Wissenschaftscharakter implizit abspricht, da sie keine eigene innere Systematizität und Methodizität aufweisen, auch wenn sie schon lange etabliert sind wie etwa Asian Studies und African Studies im angelsächsischen Bereich oder die Orientalistik in Deutschland und Frankreich.
Aus psychologischer und logischer Sicht wird angemerkt, dass Systematizität eine (beinahe) universelle Eigenschaft menschlicher Kognition bzw. aller kognitiven Architekturen sei, die durch fortwährendes Lernen und Optimieren entstehen, sofern nicht nur ad hoc durch Versuch und Irrtum gelernt wird. Von universellen kognitiven Konstruktionen oder Formen des praxisbezogenen lokalen bzw. Alltagswissens kann man Wissenschaft aus psychologischer und logischer Sicht hinsichtlich des (zudem  schwer zu messenden) Merkmals Systematizität nur graduell unterscheiden. Als Unterscheidungsmerkmale sind eher die je unterschiedlichen sozialen und organisatorischen Formen des Erwerbs neuen Wissens (z. B. scientific communities) geeignet.